# Circuit automobile des remparts d'Angoulême
Le Circuit International Automobile des Remparts d'Angoulême, aussi connu sous le nom de Grand Prix Internationale des Remparts, Grand Prix des Remparts et Circuit des Remparts, est une épreuve automobile de vitesse disputée sur un circuit automobile long de 1 279 mètres dont le tracé joue avec les remparts d'Angoulême dans le département de la Charente (France).

## Histoire
La compétition a été imaginée en 1938 et son projet développé en 1938 et 1939 par l'Automobile Club des Deux-Sèvres, Charente et Vendée (ACDSCV) sous le nom de "Circuit des Remparts" (cf les bulletins 105, 106 et 107 de l'ACDSCV). Disputée la première fois en 1939, cette épreuve de vitesse en ville, auto et moto (parfois complétée par une épreuve vélo), a été interrompue par la Guerre 39-45. Elle a repris en 1947 (jusqu'en 1955) et a acquis une forte notoriété dès sa relance grâce aux présences sur la ligne de départ des meilleurs pilotes de l'époque (Fangio et Trintignant notamment). Relancé en 1978 à l'initiative du Député-Maire d'Angoulême de l'époque, Jean-Michel Boucheron, le Circuit des Remparts redevient peu à peu un évènement automobile de classe internationale, réunissant sur et autour du circuit des voitures historiques de toutes époques concourant soit sur le circuit, soit lors de concours d’élégance et de concours d’état de restauration… Le week-end est complété par de nombreuses expositions dans la ville et par plusieurs rallyes touristiques de véhicules historiques dans la campagne charentaise.

## Palmarès
| date            | Épreuve                  | pos. | Pilote                  | Auto                  | Écurie                   |
| --------------- | ------------------------ | ---- | ----------------------- | --------------------- | ------------------------ |
| 2 juillet 1939  | 1er Circuit des Remparts | 1    | Raymond Sommer          | Alfa Romeo 308        | Privée                   |
| 2 juillet 1939  | 1er Circuit des Remparts | 2    | Marc Horvilleur         | Maserati 4CM          | Privée                   |
| 2 juillet 1939  | 1er Circuit des Remparts | 3    | Henri Durand            | Bugatti T37           | Privée                   |
| 15 juin 1947    | 2e Circuit des Remparts  | 1    | Eugène Martin           | BMW 328               | Privée                   |
| 15 juin 1947    | 2e Circuit des Remparts  | 2    | Robert Manzon           | Cisitalia D46 - Fiat  | Privée                   |
| 15 juin 1947    | 2e Circuit des Remparts  | 3    | Roger Loyer             | Cisitalia D46 - Fiat  | Écurie Paris             |
| 11 juillet 1948 | 3e Circuit des Remparts  | 1    | Prince Igor Troubetzkoy | Simca-Gordini T15     | Équipe Gordini           |
| 11 juillet 1948 | 3e Circuit des Remparts  | 2    | Guy Michelet            | Cisitalia D46 - Fiat  | Privée                   |
| 11 juillet 1948 | 3e Circuit des Remparts  | 3    | Roger Loyer             | Cisitalia D46 - Fiat  | Privée                   |
| 12 juin 1949    | 4e Circuit des Remparts  | 1    | Maurice Trintignant     | Simca-Gordini T11     | Équipe Gordini           |
| 12 juin 1949    | 4e Circuit des Remparts  | 2    | Robert Manzon           | Simca-Gordini T15     | Équipe Gordini           |
| 12 juin 1949    | 4e Circuit des Remparts  | 3    | Eugène Martin           | Jicey 2 - BMW         | Privée                   |
| 12 juin 1950    | 5e Circuit des Remparts  | 1    | Juan Manuel Fangio      | Maserati 4CLT/48      | Automovil Club Argentina |
| 12 juin 1950    | 5e Circuit des Remparts  | 2    | André Simon             | Simca-Gordini T15     | Équipe Gordini           |
| 12 juin 1950    | 5e Circuit des Remparts  | 3    | José Froilán González   | Ferrari 166 (F2)      | Automovil Club Argentina |
| 10 juin 1951    | 6e Circuit des Remparts  | 1    | Rudi Fischer            | Ferrari 166 (212/166) | Écurie Espadon           |
| 10 juin 1951    | 6e Circuit des Remparts  | 2    | Lance Macklin           | HWM-Alta              | HW Motors Ltd.           |
| 10 juin 1951    | 6e Circuit des Remparts  | 3    | Michel Aunaud           | D.B. - Panhard        | Bonnet Automobiles DB    |

## Galerie de la première compétition

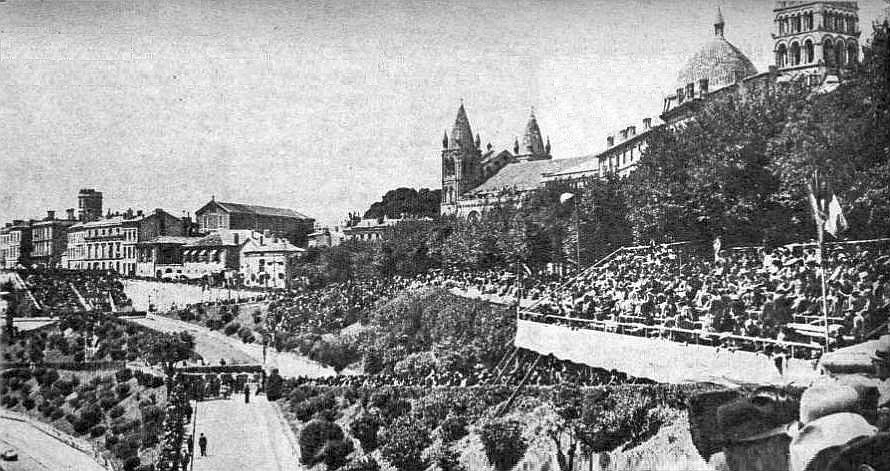
Le Circuit des Remparts d'Angoulême en juillet 1939.
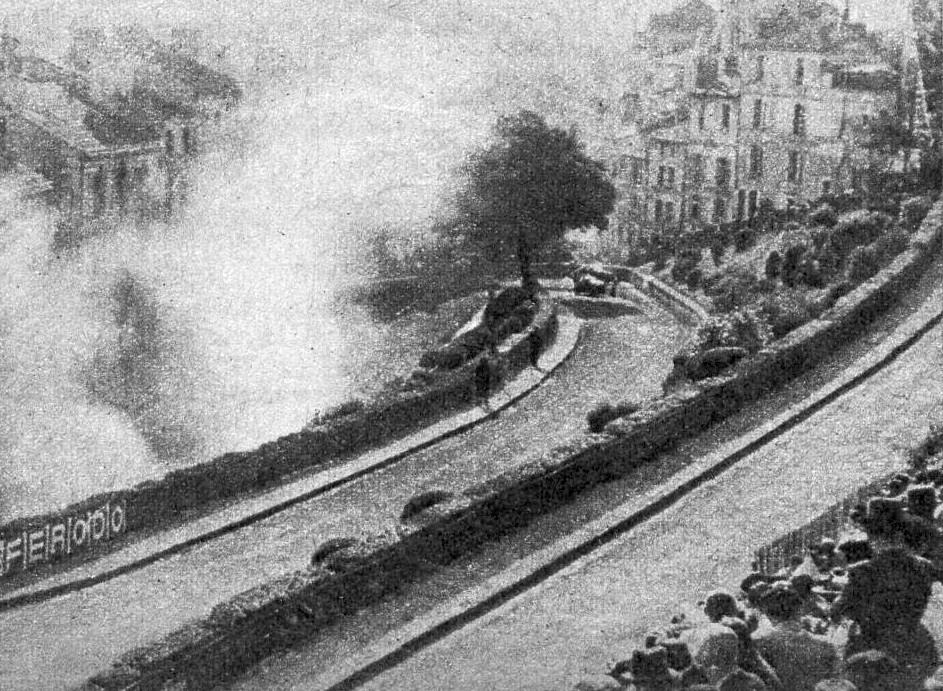
L'accident de Roger Loyer.
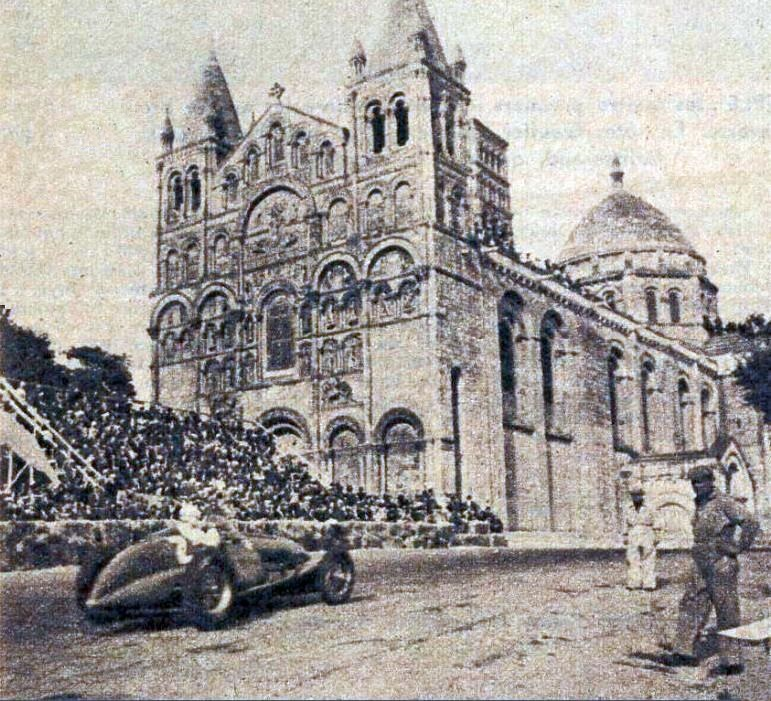
Raymond Sommer, vainqueur du Circuit sur Alfa Romeo 308, devant la cathédrale Saint-Pierre.

## Culture populaire

### Bande Dessinée
- Le Circuit est le contexte de l'histoire de la bande dessinée Michel Vaillant par Jean Graton dans l'album n°50 "Le Défi des Remparts" chez l’Éditeur Dupuis.
- Le Troisième Homme Édition a publié Le Circuit des Remparts en format italien qu'en 1950 Juan Manuel Fangio sera le grand vainqueur. Elle se trouve aussi dans le tome 2 "Histoire D’Angoulême" d'Eric Wantiez et Vincent Sauvion  (ISBN 9791094181027).

## Autres circuits automobiles historiques
- Circuit de Pau-Ville
- Circuit du lac d'Aix les Bains
- Circuit des Nations Genève (CH)
- Circuit des Platanes de Perpignan
- Circuit automobile de Comminges à Saint Gaudens
- Circuit automobile d'Albi (Les Planques)
- Circuit automobile de Cadours
- Circuit de Chimay (B)
- Circuits de Nîmes